# Синдром Елерса — Данлоса
Синдром Елерса-Данлоса (СЕД, англ. EDS) — група генетичних розладів сполучної тканини. Симптоми можуть включати надмірні гнучкість кінцівок та еластичність шкіри, біль у суглобах, аномальне утворення рубців. Це може бути помічені при народженні або в ранньому дитинстві. Ускладнення можуть включати розшарування аорти, вивихи суглобів, сколіоз, хронічний біль або ранній остеоартрит.
Синдром пов'язані з мутацією деяких з більш ніж десятка різних генів. Специфічний вплив гена визначає специфічність синдрому. Деякі випадки є результатом нової мутації, яка відбувається під час раннього розвитку, в той час як інші успадковуються аутосомно-домінантним або рецесивним механізмом. Це призводить до дефектів у структурі або в обробці колагену. Діагностика часто ґрунтується на симптомах і підтверджується генетичним тестуванням або біопсією шкіри. Пацієнтам часто встановлюють інші діагнози — іпохондрію, депресію або синдром хронічної втоми.
Лікування невідоме. Фізична терапія і фіксація можуть сприяти зміцненню м'язів і суглобів. Ті види синдрому, які уражають кровоносні судини, зазвичай призводять до зменшення тривалості життя хворого.
Синдроми уражають принаймні одного з 5000 осіб у всьому світі. Прогноз залежить від конкретного виду синдрому. Надмірну рухливість вперше описав Гіппократ у 400 р. До н. Е. Синдроми названі на честь двох лікарів Едварда Елерса з Данії та Анрі-Александра Данлоса з Франції, які описали їх на рубежі XX-го століття.

## Клінічні прояви
Ознаки значно варіюються залежно від конкретного виду синдрому, який має людина. Ця група розладів впливає на сполучні тканини, частіше за все в суглобах, шкірі та кровоносних судинах, і викликає ефекти, починаючи від послаблених суглобів до ускладнень, що загрожують життю. Основні ознаки та симптоми наведені нижче.

### Кістково-м'язові
Симптоми опорно-рухового апарату включають гіпергнучкі суглоби, які є нестабільними і схильними до розтягування, дислокації, вивихів і гіперекстензії.. Можуть спостерігатися ранній початок розвиненого остеоартриту, хронічне дегенеративне захворювання суглобів, деформованість лебединої шиї на пальцях, і деформація фаланг пальців. Може виникнути розрив сухожиль або м'язів. Також можуть бути присутні деформації хребта, такі як сколіоз (викривлення хребта), кіфоз (грудний горб), прив'язаний синдром спинного мозку, і окципіатлантоаксиальна гіпермобільність. Зустрічаються також міалгії (м'язові болі) і артралгії (болі в суглобах), які можуть бути важкими і можуть призводити до інвалідності. Часто спостерігається ознака Тренделенбурга, що означає, що при стоянні на одній нозі таз падає з іншого боку. Хвороба Осгуда-Шлаттера, хвороблива грудка на коліні, також поширена. У дітей грудного віку ходьба може бути відкладена (понад 18 місяців), а внизу — замість повзання.

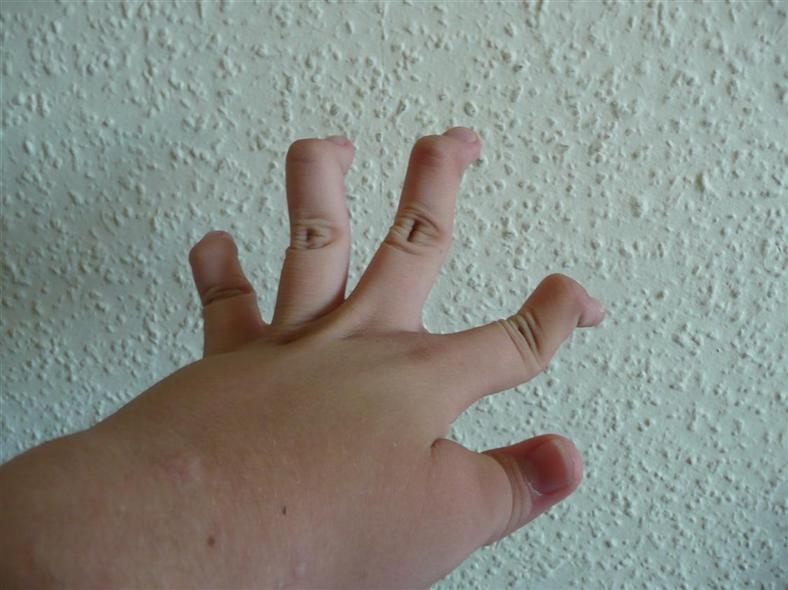
Людина з СЕД, що показує гіпермобільні пальці, включаючи мальформацію "лебедина шия" на 2-й 5-й фалангах, і гіпер-мобільні пальці
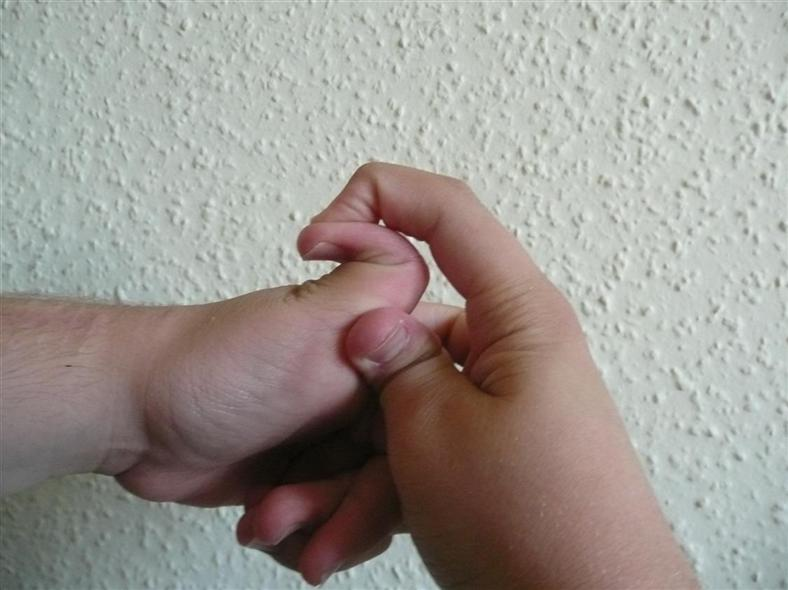
Людина з СЕД, що показує гіпер-мобільні пальці
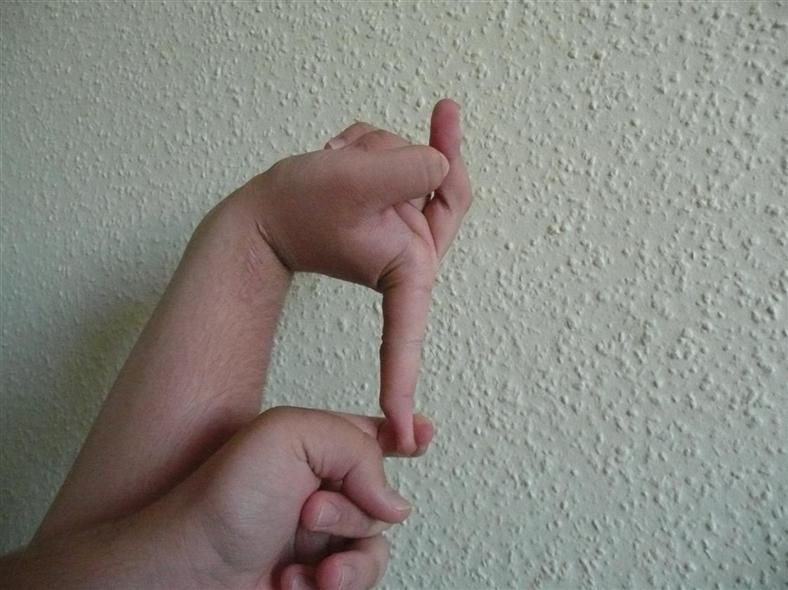
Людина з СЕД, що показує гіпер-мобільні метакарпофалангові суглоби

### Шкірні
Слабка сполучна тканина є причиною вразливої шкіри, яка легко розривається, атрофічні рубці «сигаретного паперу» і легкі синці. Виникають надлишкові шкірні складки, особливо на повіках. Псевдопухлинні молюски, особливо на точках тиску. Рідше зустрічаються петехії, підшкірні сфероїди, [20] livedo reticularis, і п'єзогенні папули. У судинної ЕЦП, тонка, напівпрозора і надзвичайно тендітна шкіра, яка легко розривається, також є симптомом.

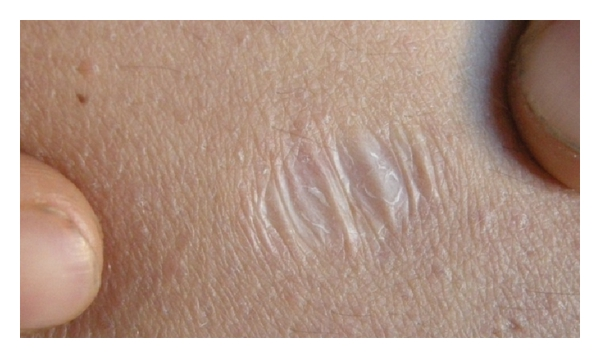
Атрофічний рубець у випадку СЕД
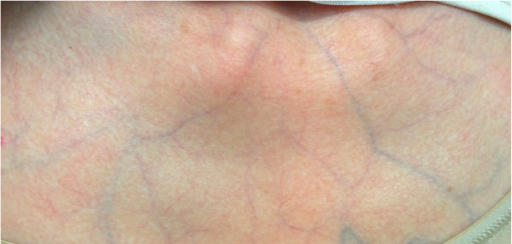
Напівпрозора шкіра при судинному СЕД
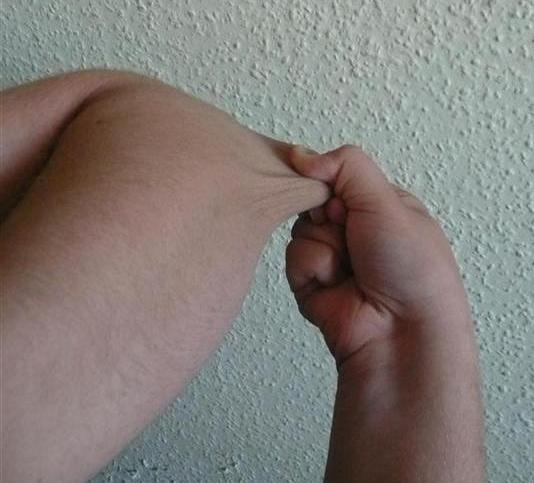
Людина з СЕД, що демонструє гіпереластичність шкіри

### Серцево-судинні
- Синдром торакального виходу[23]
- Артеріальний розрив[24]
- Захворювання клапанів серця, такі як пролапс мітрального клапана, створює підвищений ризик інфекційного ендокардиту під час операції. Це може перерости в небезпечну для життя ступінь. Аномалії провідності серця були виявлені у осіб з гіпермобільною формою СЕД[25].
- Дилатація та / або розрив (аневризма) висхідної аорти[26]
- Постуральний синдром ортостатичної тахікардії[27]
- Синдром Рейно
- Варикозне розширення вен[28]
- Шуми в серці
- Аномалії провідності серця

### Інші прояви
- Грижа Хіатала[20]
- Гастроезофагеальний рефлюкс[29]

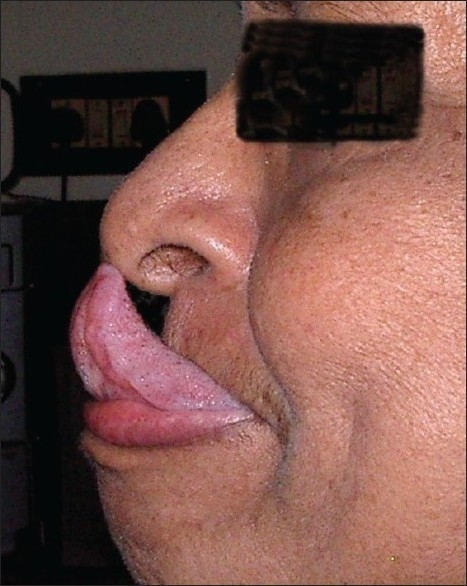
Знак Горліна у випадку СЕД

- Порушення моторики шлунково-кишкового тракту[30]
- Дизаутономія[31]
- Знак Горліна (дотик язиком до носа)[32]
- Анальний пролапс[20]
- Спонтанний пневмоторакс[11]
- Нервові розлади (синдром зап'ястного каналу, акропарестезія, нейропатія, у тому числі нейропатія малого волокна)[33]
- Нечутливість до місцевих анестетиків.[34]
- Аномалія Арнольда — К'ярі[35]
- Неспроможність агрегації тромбоцитів (тромбоцити не злипаються належним чином)[36]
- Ускладнення вагітності: посилення болю, легка та помірна перипартулярная кровотеча, цервікальна недостатність, розривання матки або передчасний розрив мембран.
- Черепно-хребцева нестабільність: спричинена травмою ділянок голови і шиї, таких як струс мозку. Зв'язки в шиї нездатні заживати належним чином, тому структура шиї не має здатності підтримувати череп, який потім може потрапити в стовбур мозку, блокуючи нормальний потік спинномозкової рідини, що призводить до проблем, пов'язаних з відмовою вегетативної нервової системи правильно працювати.[37].
- Целіакія може бути пов'язана з СЕД. Крім того, вона може бути неправильно діагностується як EDS через загальні симптоми, включаючи втому, біль, шлунково-кишкові скарги, або серцево-судинну вегетативну дисфункцію[38].

Оскільки СЕД часто не діагностується або неправильно діагностується в дитинстві, деякі випадки були неправильно описані як жорстоке поводження з дітьми.
Біль, пов'язаний з розладами, може бути важким.

## Генетика

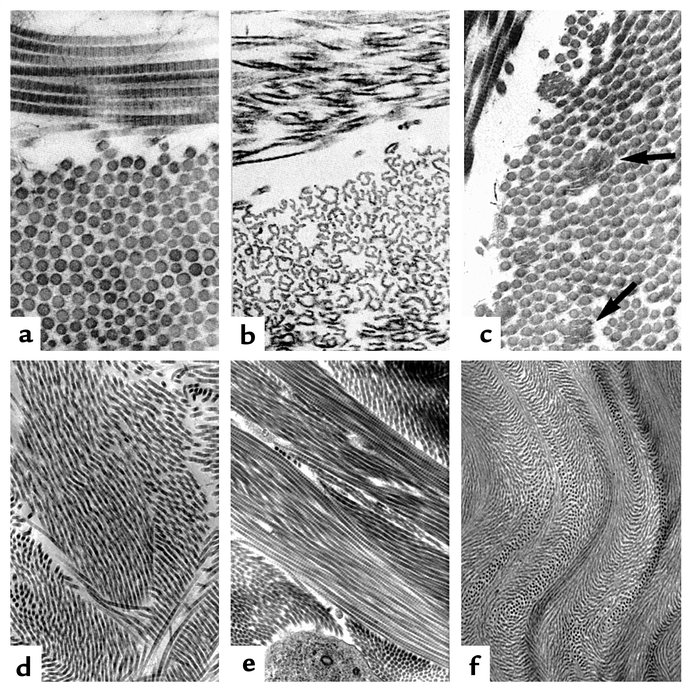
Фібрили колагену та СЕД: (a) Нормальні колагенові фібрили мають однаковий розмір і відстань між ними. Фібрили у людини з дерматоспараксією (b) демонструють різкі зміни в морфології фібрил з серйозним впливом на міцність на розрив сполучної тканини. Людина з класичним СЕД (c) показує композитні фібрили. Фібрили у людини, що страждає від дефіциту тенасцину-X (d), є однорідними за розміром і не видно композитних фібрил. Людина з повною відсутністю тенасцину-X (е) — фібрили менш щільно упаковані і не так добре вирівняні до сусідніх фібрил.

Тільки деякі випадки СЕД можуть бути позитивно ідентифіковані як прив'язані до конкретної генетичної варіації.
Мутації в цих генах можуть викликати СЕД:
- Волокнисті білки: COL1A1, COL1A2, COL3A1, COL5A1, COL5A2 і TNXB
- Ферменти: ADAMTS2, PLOD1, B4GALT7, DSE і D4ST1 / CHST14

Мутації в цих генах зазвичай змінюють структуру, створення або обробку колагену або білків, які взаємодіють з колагеном. Колаген забезпечує структуру і міцність сполучної тканини. Дефект колагену може послабити сполучну тканину в шкірі, кістках, кровоносних судинах і органах, що призводить до особливостей розладу. Схеми спадкування залежать від специфічного синдрому. Більшість форм СЕД успадковуються за аутосомно-домінантною схемою, що означає, що тільки одна з двох копій даного гена повинна бути змінена, щоб викликати розлад. Деякі з них успадковані в аутосомно-рецесивному порядку, що означає, що обидві копії гена повинні бути змінені для того, щоб людина була вражена порушенням. Вона також може бути індивідуальною (de novo або «спорадичною») мутацією.

## Діагностика
Діагноз може бути підтверджений шляхом оцінки історії хвороби та клінічного спостереження. Критерії Beighton широко використовуються для оцінки ступеня гіпермобільності суглобів. ДНК і біохімічні дослідження можуть допомогти визначити уражених СЕД осіб. Діагностичні тести включають тестування колагенових генних мутацій, типування колагену через біопсію шкіри, ехокардіографію та виявлення активності лізилгидроксилази або оксидази. Однак ці тести не можуть підтвердити всі випадки, особливо у випадках немаптурованої мутації, тому клінічна оцінка генетиком залишається досить важливою. Якщо від СЕД страждають кілька осіб у сім'ї, то можливе проведення пренатальної діагностики за допомогою методу ДНК, відомого як дослідження зв'язків. Знання про СЕД серед практикуючих лікарів є досить скудними. Наразі проводяться дослідження з виявлення генетичних маркерів для всіх типів.

### Класифікація
Станом на 2017 рік було описано 13 типів є СЕД, які мають суттєві спільні риси.
Гіпермобільний СЕД (hEDS), раніше класифікований як тип 3, характеризується, в першу чергу, гіпермобільністю суглобів, яка проявляється як у великих, так і малих суглобах, що може призвести до рецидивуючих вивихів суглобів та підвивихів (часткова дислокація суглобів). Загалом, люди з цим типом можуть мати м'яку, гладку і оксамитову шкіру з легкими синцями і хронічним болем у м'язах і/або кістках. Мутація, яка спричинює цей тип СЕД, невідома. При цьому типі спостерігається менше ураження шкіри, ніж при інших типах. Генетичного тесту для цього типу немає.
Класичний СЕД (cEDS), раніше класифікований як тип 1, асоціюється з надзвичайно еластичною, гладкою та крихкою шкірою, яка легко травмується; рубці після шрамів широкі та атрофічні; також наявна і гіпермобільність суглобів. Також часто зустрічаються псевдопухлинки моллюсоїдів (кальциновані гематоми над точками тиску, такими як лікті) і сфероїди (кісти, які містять жир на передпліччях і гомілках). Може виникнути м'язова гіпотонія і уповільнений руховий розвиток. Мутація, яка спричинює цей тип СЕД, знаходиться в генах COL5A1, COL5A2 і COL1A1. Вона уражає шкіру більше, ніж hEDS.
Судинний СЕД (vEDS), раніше класифікований як тип 4, характеризується тонкою, напівпрозорою шкірою, яка надзвичайно тендітна і легко отримує синці. Артерії і деякі органи, такі як кишка і матка, теж слабкі й схильні до розриву. Люди з цим типом зазвичай мають невеликий зріст і тонке волосся на голові. Вони також мають характерні риси обличчя, включаючи великі очі, низькоросле підборіддя, впалі щоки, тонкий ніс і губи, і вуха без мочок. Є гіпермобільність суглобів, але зазвичай вона обмежена дрібними суглобами (пальцями рук та ніг). Інші загальні риси включають клишоногість, розрив сухожиль та/або м'язів, акрогерію (передчасне старіння шкіри рук і ніг), ранній початок варикозного розширення вен, пневмоторакс (колапс легені), атрофію ясен і зменшення кількості жиру під шкірою. Цей тип може бути спричинений мутаціями гена COL3A1.

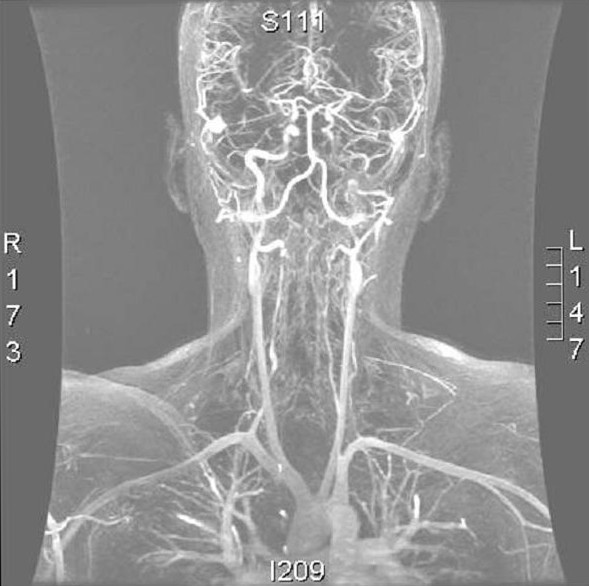
Магнітно-резонансна ангіограма (фронтальна проєкція) з контрастним підсиленням у 24-річної жінки із синдромом Елерса-Данлоса IV типу, яка виявляє розшарування аневризми лівої внутрішньої сонної артерії (чорна стрілка), двостороннє розсічення хребетних артерій у секціях V1 і V2 (білі стрілки) і розсічення центральної та дистальної частини третьої правої підключичної артерії

Кифосколіозний СЕД (kEDS), раніше класифікований як тип 6, пов'язаний з тяжкою м'язовою гіпотонією при народженні, затримкою розвитку моторних функцій, прогресуючим сколіозом (присутній від народження) і склеральною крихкістю. Люди з цим типом можуть також легко отримувати синці, можуть мати крихкі артерії, які схильні до розриву, незвично малу рогівку і остеопенію (низька щільність кісток). До інших поширених ознак можна віднести «марфаноїдний габітус», який характеризується довгими, стрункими пальцями (арахнодактилія), незвичайно довгими кінцівками і впалою грудною кліткою (pectus excavatum) або виступаючою грудною кліткою (pectus carinatum). Цей тип може бути спричинений мутаціями в гені PLOD1.
Артрохалазійний СЕД (aEDS), раніше класифікований як типи 7A та 7B, характеризується тяжкою гіпермобільністю суглобів і вродженим вивихом стегна. Інші поширені ознаки включають тендітну, еластичну шкіру, яка легко травмується, м'язовою гіпотонією, кіфосколіозом (кіфоз і сколіоз) і легкою остеопенією. Зазвичай кражається колаген типу I. Цей тип дуже рідкісний, про що свідчать всього близько 30 зареєстрованих випадків. Цей тип проявляється більш тяжко, ніж гіпермобільний СЕД. Мутації в генах COL1A1 і COL1A2 спричинюють артрохалазійний СЕД.
Дерматоспараксійний СЕД (dEDS), раніше класифікований як тип 7C, пов'язаний з надзвичайно тендітною шкірою, яка дуже просто, при цьому сильно травмується та рубцюється; людина з дерматоспараксійним СЕД має провислу, надлишкову шкіру, особливо на обличчі; і грижі. Це надзвичайно рідкісний тип, про що свідчать близько 10 зафіксованих випадків.
Синдром крихкої рогівки характеризується тонкою рогівкою, раннім початком прогресуючого кератоглобуса або кератоконуса, а також синьою склерою. Часто зустрічаються клро6вакоюасичні симптоми, такі як гіпермобільні суглоби та гіпереластична шкіра.
Подібний до класичного СЕД (clEDS) характеризується гіперекстенсією шкіри з оксамитовою текстурою шкіри та відсутністю атрофічного рубцювання, генералізованою гіпермобільностю суглобів з або без рецидивуючих вивихів (найчастіше плеча та гомілковостопного суглоба) та легко ушкоджуваною шкірою або спонтанним екхімозом (знебарвлення шкіри) внаслідок кровотечі під нею.
Спондилодіспластичний СЕД (spEDS) характеризується невисоким зростом (прогресуючим у дитинстві), м'язовою гіпотонією (від тяжкої вродженої, до легкої з пізнім початком) і викривленням кінцівок.
М'язово-контрактурний СЕД (mcEDS) характеризуються вродженими множинними контрактурами, характерними аддукційно-згинальними контрактурами та/або таліпами еквіноварусу (клишоногістю), характерними краніофациальними особливостями, які проявляються при народженні або в ранньому дитинстві, а також особливостями шкіри, такими як підвищена чутливість шкіри, синці, крихкість шкіри з атрофічними рубцями і підвищене долонне зморщування.
Міопатичний СЕД (mEDS) характеризується вродженою гіпотонією м'язів і/або атрофією м'язів, яка зменшується з віком, контрактурами проксимальних суглобів (суглоби коліна, стегна і ліктя) і гіпермобільністю дистальних суглобів (суглобів щиколоток, зап'ясток, ніг і рук).
Пародонтальний СЕД (pEDS) характеризується тяжким і непереборним періодонтитом з дитинства або підліткового віку, недостатністю прикріплення ясен, предбіальними бляшками і сімейною історією хвороби родича першого ступеня, що відповідає клінічним критеріям синдрому.
Серцево-клапанний СЕД (cvEDS) характеризується вираженими прогресуючими серцево-проблемами аортального, мітрального клапанів, проблемами зі шкірою (гіперекстенівність, атрофічні рубці, тонка шкіра, що легко травмується) і гіпермобільністю суглобів (генералізована або обмежена дрібними суглобами).

### Диференціальна діагностика
Деякі розлади мають схожі характеристики з СЕД. Наприклад, при cutis laxa, шкіри у хворої людини забагато, вона провисає та морщиться. При СЕД шкіра може бути відтягнута від тіла, але вона еластична і повертається до нормального стану, коли відпускається. При синдромі Марфана суглоби дуже рухливі і стаються подібні до СЕД серцево-судинні ускладнення. Люди з СЕД мають тенденцію мати марфаноїдний зовнішній вигляд (наприклад, худі, довгі руки і ноги, «павукові» пальці). Однак, зовнішній вигляд і особливості в деяких випадках СЕД також мають диференціюючі характеристики, включаючи короткий зріст, великі очі, а також маленький рот і підборіддя, обумовлені невеликим піднебінням. Піднебіння може мати високу дугу, що викликає стоматологічне витіснення. Кровоносні судини іноді можна легко побачити через напівпрозору шкіру, особливо на грудях. Генетичний розлад сполучної тканини, синдром Лойса-Дітца, також має симптоми, які перекриваються з СЕД.
У минулому хвороба Менкеса, розлад метаболізму міді, вважалася СЕД. Людям нерідко невірно ставлять діагнози фіброміалгія, порушення згортання крові або інші порушення, які можуть імітувати симптоми СЕД. Через такі подібні розлади і ускладнення, що можуть виникнути в результаті недіагностованого випадку СЕД, важливо правильний діагностувати хвороби. Pseudoxanthoma elasticum (PXE) варто враховувати при діагностиці.

## Історія
До 1997 року система класифікації СЕД включала 10 конкретних типів, а також визнавала існування інших надзвичайно рідкісних типів. Пізніше система класифікації зазнала капітального ремонту і була зведена до шести основних типів з використанням описових назв. Генетичні фахівці визнають, що існують інші типи цього стану, але вони були задокументовані лише в одиночних випадках. За винятком гіпермобільності (тип 3), найбільш поширеного типу з усіх десяти, деякі з специфічних мутацій були ідентифіковані, і вони можуть бути точно визначені за допомогою генетичного тестування; це дуже важливо через велике значення варіабельності в окремих випадках. Однак, негативні результати генетичних тестів не виключають діагнозу, оскільки не всі мутації виявлені; тому клінічні прояви є дуже важливими.
Форми СЕД в цій категорії можуть характеризуватись м'якою, слабо-розтягуваною шкірою, укороченими кістками, хронічною діареєю, гіпермобільністю суглобів і вивихами, розривами сечового міхура або поганим загоєнням ран. Схеми успадкування в цій групі включають рецесивну, аутосомно-домінантну і аутосомно-рецесивну. Приклади типів споріднених синдромів, відмінних від вищезазначених у медичній літературі, включають:
- 305200 [Архівовано 13 березня 2020 у Wayback Machine.] — тип 5
- [Архівовано 23 червня 2019 у Wayback Machine.] — тип 8 — невизначений ген, локус 12p13
- 225310 [Архівовано 13 березня 2020 у Wayback Machine.] — тип 10 — невизначений ген, локус 2q34
- 608763 [Архівовано 11 липня 2020 у Wayback Machine.] — тип Beasley–Cohen
- 130070 [Архівовано 9 червня 2019 у Wayback Machine.] — прогероідна форма — B4GALT7
- 130090 [Архівовано 10 липня 2020 у Wayback Machine.] — невизначений тип
- 601776 [Архівовано 23 червня 2019 у Wayback Machine.] — D4ST1-дефіцитний синдром Елерса-Данлоса (синдром прищепленої пальцевої клинці) CHST14

## Лікування та підтримка життєдіяльності
На 2018 рік ефективного лікування синдромів Елерса-Данлоса не розроблено; воно зводиться до підтримки життя. Можуть бути корисними ретельний моніторинг серцево-судинної системи, фізіотерапія, трудова терапія та ортопедичні інструменти (наприклад, інвалідні коляски, кріплення, зовнішні скелети). Це може допомогти у стабілізації суглобів і запобіганні травм. Ортопедичні інструменти допомагають запобігти подальшому пошкодженню суглобів, особливо довгостроково, хоча індивідуумам рекомендується не починати залежати від них, поки інші варіанти мобільності не вичерпані. Люди повинні уникати дій, які призводять до блокування або надмірного розгинання суглобів.
Лікар може призначити гіпсування для стабілізації суглобів. Лікарі можуть направити особу на ортопедичне лікування. Також можуть призначатись консультації з фізіотерапевтом, щоб допомогти зміцнити м'язи та навчити людей правильно використовувати та зберігати свої суглоби.
Водна терапія сприяє розвитку і координації м'язів. При мануальній терапії суглоб обережно мобілізується в межах руху та / або маніпуляцій. Якщо консервативна терапія не допомагає, може знадобитися хірургічне втручання в суглоби. Можуть бути призначені препарати для зменшення болю або для лікування серцевих, травних або інших пов'язаних з ними станів. Для зменшення синців і поліпшення загоєння ран деякі пацієнти реагують на вітамін С. Спеціальні запобіжні заходи часто мають проводитись медичними працівниками через велику кількість ускладнень, які, як правило, виникають у людей з СЕД. У судинних СЕД ознаками грудної або черевної болі вважаються травматичні ситуації.
Канабіноїди та медична марихуана показали певну ефективність у зниженні рівня болю.
Загалом, медичне втручання обмежується симптоматичною терапією. Перед вагітністю люди, які мають СЕД, повинні пройти генетичне консультування і ознайомитися з ризиками для власного тіла, які створює вагітність. Діти з СЕД повинні отримувати інформацію про свій стан, щоб вони могли зрозуміти, чому повинні уникати контактних видів спорту та інших фізично стресових дій. Дітей слід навчити, що демонстрація незвичайних положень кінцівок, які вони можуть підтримувати через вільні суглоби, не повинна проводитися задля втіхи, оскільки це може призвести до ранньої дегенерації суглобів. Емоційна підтримка поряд з поведінковою та психологічною терапією може бути корисною. Групи підтримки можуть бути надзвичайно корисними для людей, які мають справу з основними змінами в житті та поганим здоров'ям у зв'язку з СЕД. Члени сім'ї, вчителі та друзі повинні бути поінформовані про СЕД, щоб вони могли допомагати дитині.

### Хірургічні методи лікування
Нестабільність суглобів, що призводить до виснаження і болю в суглобах, часто вимагає хірургічного втручання у людей з СЕД. Нестабільність майже всіх суглобів може статися, але найчастіше такі стани з'являються в нижніх і верхніх кінцівках, при цьому найбільш поширені зони — зап'ястя, пальці, плечі, коліна, стегна і щиколотки.
Загальними хірургічними процедурами є обробка суглобів, заміна сухожиль, капсулографія та артропластика. Після операції ступінь стабілізації, зменшення болю і задоволеність людей можуть покращитися, але хірургічне втручання не гарантує оптимального результату: уражені люди і хірурги повідомляють про часту незадоволеність результатами. Консенсус полягає в тому, що консервативне лікування є більш ефективним, ніж хірургічне, особливо тому, що у людей є додаткові ризики хірургічних ускладнень внаслідок захворювання. Три основні хірургічні проблеми, що виникають через СЕД:
- сила тканин зменшується, що робить тканину менш придатною для операції;
- крихкість кровоносних судин може викликати проблеми під час операції;
- загоєння рани часто затримується або неповне[54].

Якщо розглядати хірургічне втручання, доцільно звертатися за допомогою до хірурга з великими знаннями та досвідом у лікуванні людей, які страждають на СЕД та спільні проблеми з гіпермобільністю.
Місцеві анестетики, артеріальні катетери та центральні венозні катетери викликають підвищений ризик утворення синяків у людей з СЕД. Люди з СЕД також виявляють стійкість до місцевих анестетиків. Резистентність до ксилокаїну і бупівакаїну не є рідкістю, і карбокаїн має тенденцію працювати краще у людей з СЕД. Спеціальні рекомендації по анестезії у людей з СЕД готуються за допомогою орфанної анестезії та розглядають всі аспекти анестезії для людей з ЕЦП. Для підвищення безпеки слід використовувати детальні рекомендації щодо анестезії та періопераційної допомоги людям з СЕД.
Операції у людей з СЕД вимагають ретельної обробки тканин і більш тривалої іммобілізації після цього.

### Прогноз тривалості та якості життя
Прогноз для пацієнтів залежить від конкретного типу СЕД, який вони мають. Симптоми варіюють по тяжкості, навіть у тому ж самому розладі, і частота ускладнень змінюється. Деякі люди мають незначні симптоми, інші ж сильно обмежені в повсякденному житті. Екстремальна нестабільність суглобів, хронічний кістковий біль, дегенеративне захворювання суглобів, часті травми і деформації хребта можуть обмежувати рухливість. Важкі спінальні деформації можуть впливати на дихання. У випадку надзвичайної нестабільності суглобів, дислокації можуть виникати внаслідок простих завдань, таких як поворот в ліжку або поворот дверної ручки. Вторинні стани, такі як вегетативна дисфункція або серцево-судинні проблеми, що виникають у будь-якому типі, можуть впливати на прогноз і якість життя. Важка інвалідність, пов'язана з мобільністю, частіше спостерігається у гіпермобільних СЕД, ніж у класичних СЕД або судинних СЕД.
Хоча всі типи СЕД потенційно небезпечні для життя, більшість людей мають нормальну тривалість життя. Однак у тих, у кого є крихкість кровоносних судин, існує високий ризик ускладнень зі смертельними наслідками, включаючи спонтанний артеріальний розрив, який є найбільш поширеною причиною раптової смерті. Середня тривалість життя в популяції з судинними СЕД становить 48 років.

### Епідеміологія
Синдроми Елерса-Данлоса є успадкованими розладами, які, за оцінками, зустрічаються приблизно в одному з 5000 новонароджених у всьому світі. Спочатку оцінки поширеності становили від 250 000 до 500 000 осіб, але ці оцінки незабаром виявилися занадто низькими, оскільки розлади отримали подальше дослідження, а медичні працівники стали більш вмілими у діагностиці. СЕД можуть бути набагато більш поширеними, ніж прийняті в даний час оцінки, зважаючи на широкий діапазон тяжкості, який притаманний розладам.
Поширеність розладів різко відрізняється. Найбільш часто зустрічається гіпермобільний СЕД, за якою слідує класичний СЕД. Інші дуже рідкісні. Наприклад, в усьому світі було описано менше 10 немовлят і дітей з дерматоспараксією. Деякі СЕД частіше зустрічаються в ашкеназських євреїв. Наприклад, шанс бути носієм СЕД дерматоспараксису є одним з 248 у євреїв ашкеназі, тоді як поширеність цієї мутації в загальній популяції становить один з 2000.

## Суспільство і культура

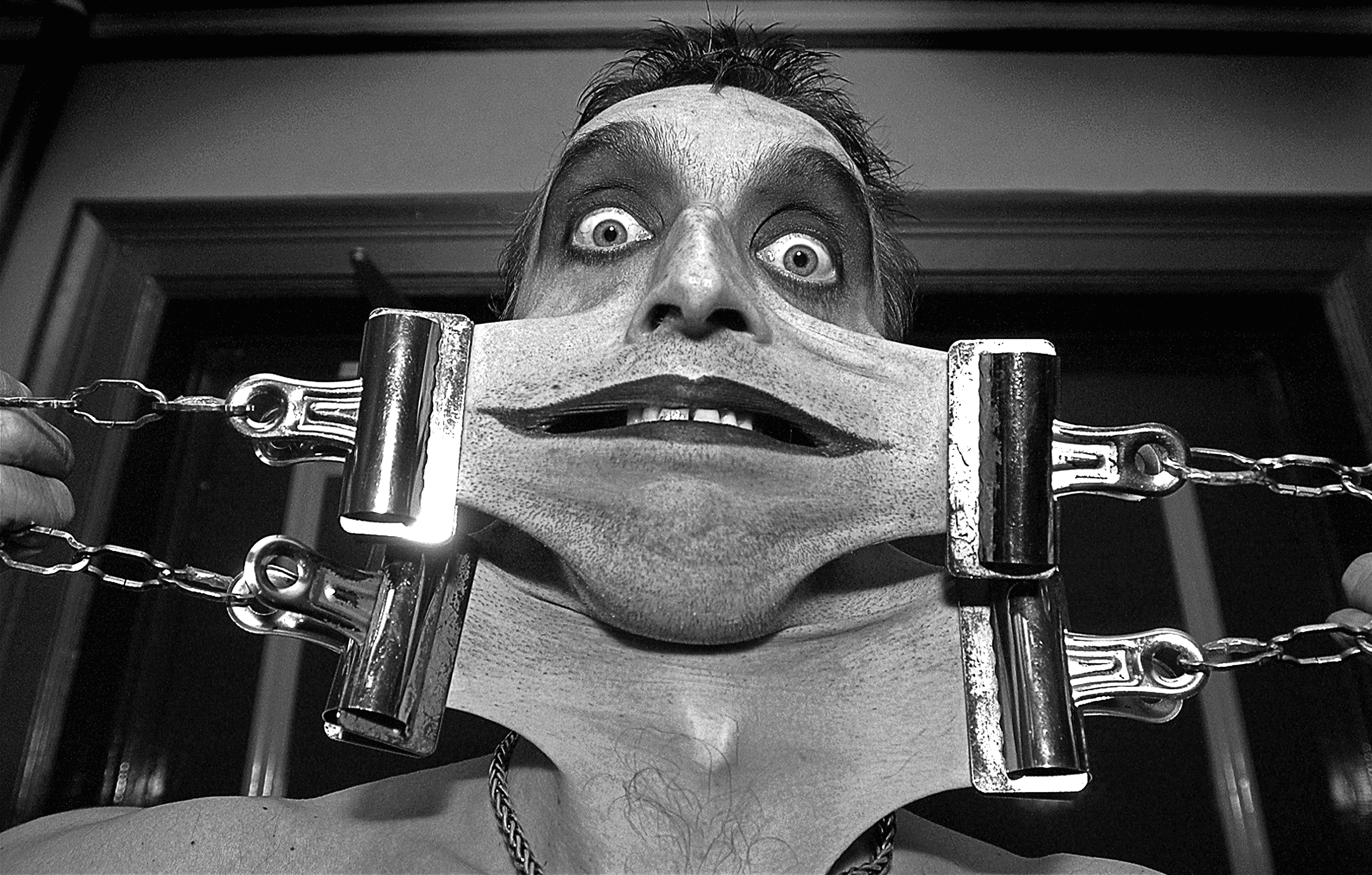
Гарі «Стретч» Тернер демонструє свій екстремальний синдром Елерса-Данлоса

У 19 столітті кілька артистів цирків були представлені в якості «Еластичного чоловіка», «Індійського гумового чоловіка» і «Жабиного хлопчика». Список включав таких відомих людей (у свій час), як Фелікс Верль, Джеймс Морріс і Ейвері Чайлдс.
Кілька сучасних знаменитостей мають СЕД
- - Актриса Шеріл Хьюстон має гіпермобільний СЕД і використовує інвалідний візок[68]
  - СЕД, можливо, зробив свій внесок у майстерність віртуозного скрипаля Ніколо Паганіні, оскільки він міг охоплювати пальцями більше, ніж звичайний скрипаль.[69]
  - Кінозірка фільмів для дорослих Манді Морбід обговорює вплив її СЕД на рухливість і її життя.[70]
  - Rei Haycraft, співак хард-рок групи Raimee, художник і ілюстратор, створив пісні і документальний фільм про життя з СЕД, а також написав пісні про її вплив на життя.[71][72]
  - Американська активістка з прав на непрацездатних Анні Сегарра має СЕД і розповідає про свій стан на каналі в YouTube.[73]
  - Гарі «Стретч» Тернер (показаний праворуч), артист цирку з Circus Of Horrors, має СЕД. Він володіє поточним рекордом Гіннеса з найбільш еластичної шкіри — 6 дюймів.
  - Актриса / ведуча Jameela Jamil публічно розкрила свій діагноз синдрому Елерса-Данлоса[74].
  - Учасник 11 сезону шоу «Королівські перегони Ру Пола» — Yvie Oddly у одному з випусків шоу розказав про те, що живе за СЕД[75]

## Інші види
Виявлено, що синдроми, подібні СЕД, є спадковими у гімалайських кішок, деяких домашніх короткошерстих кішок і у деяких пород великої рогатої худоби. Він розглядається як спорадичний стан у домашніх собак.

Animal EDS
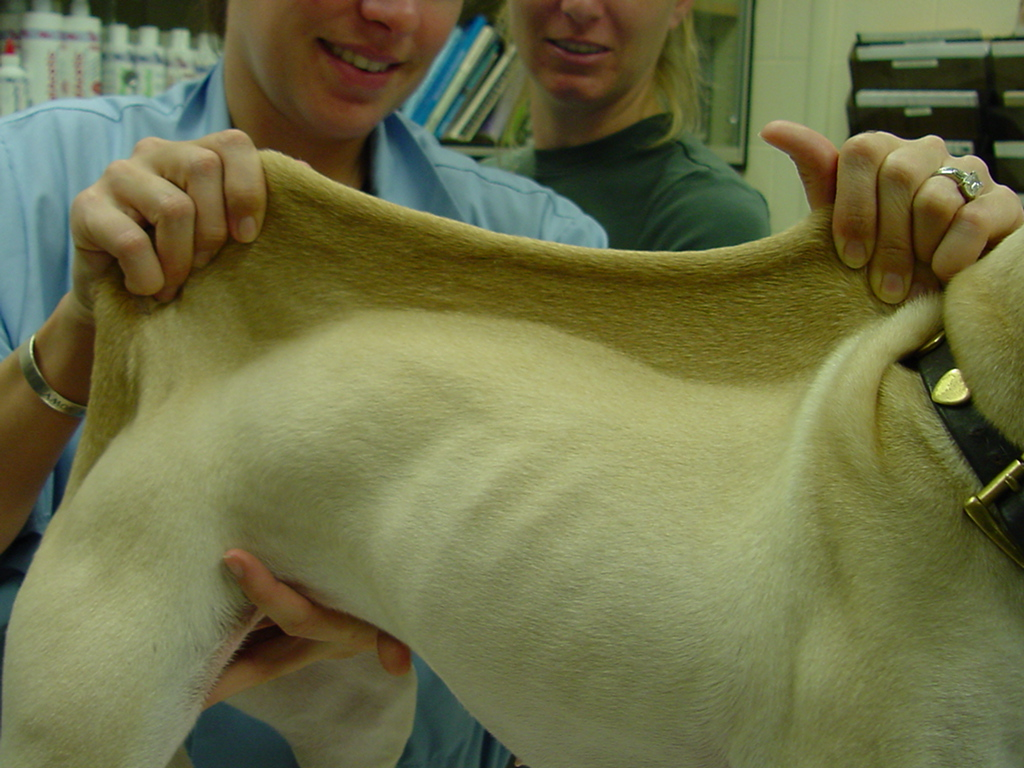
СЕД у собаки
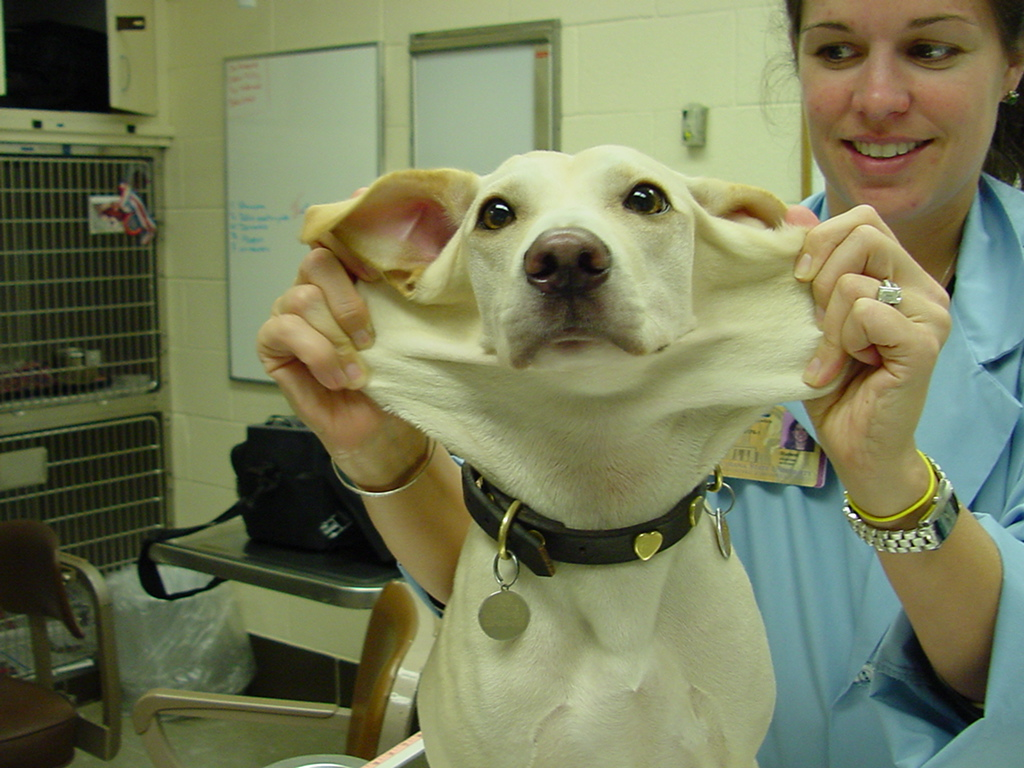
СЕД у тієї ж собаки
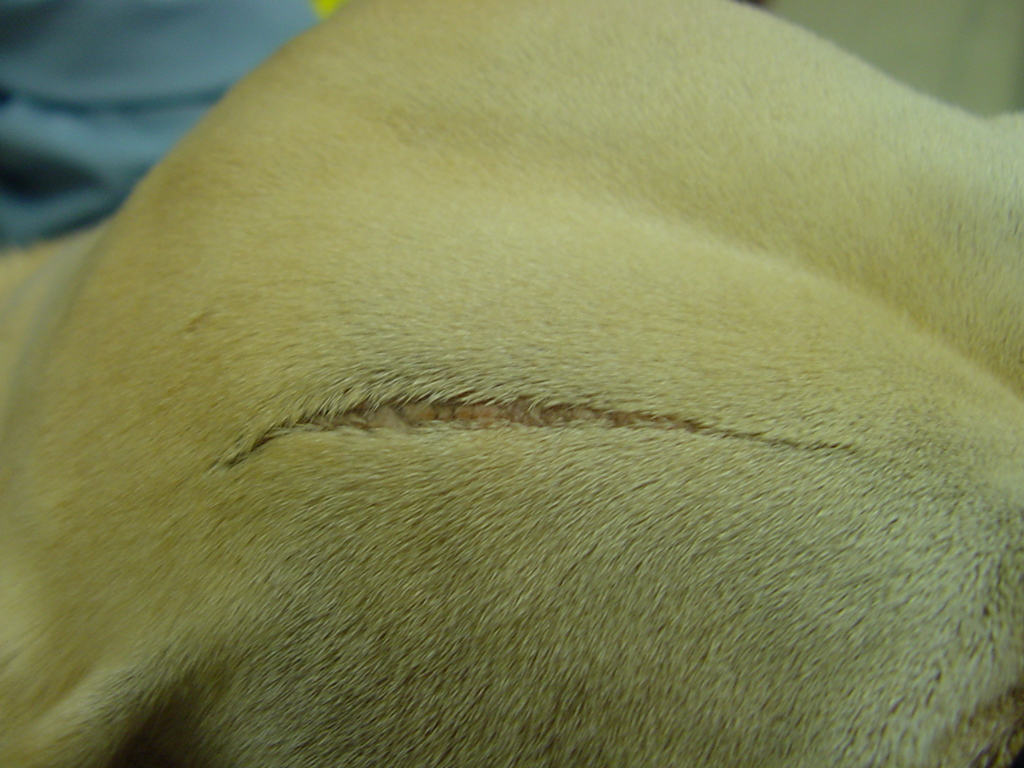
СЕД в тієї ж собаки, демонстрація атрофічного рубця
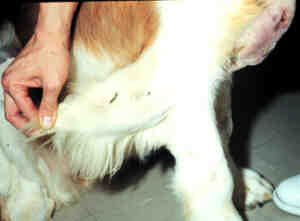
Сенбернар з СЕД демонструє надлишкову шкіру

Дегенеративний десміт суспензіонної зв'язки (DSLD) є подібним станом, що спостерігається у багатьох порід коней. Спочатку він був визначений в перуанському Пасо і вважався умовою перевтоми і старшого віку. Однак, DSLD визнається у всіх вікових групах і на всіх рівнях діяльності. Це спостерігалося навіть у новонароджених лошат. Останнє дослідження призвело до перейменування хвороби як системного накопичення протеоглікану кінцівок, після того, як можливі системні та спадкові компоненти були окреслені Університетом Джорджії.